# Phosphoriquier

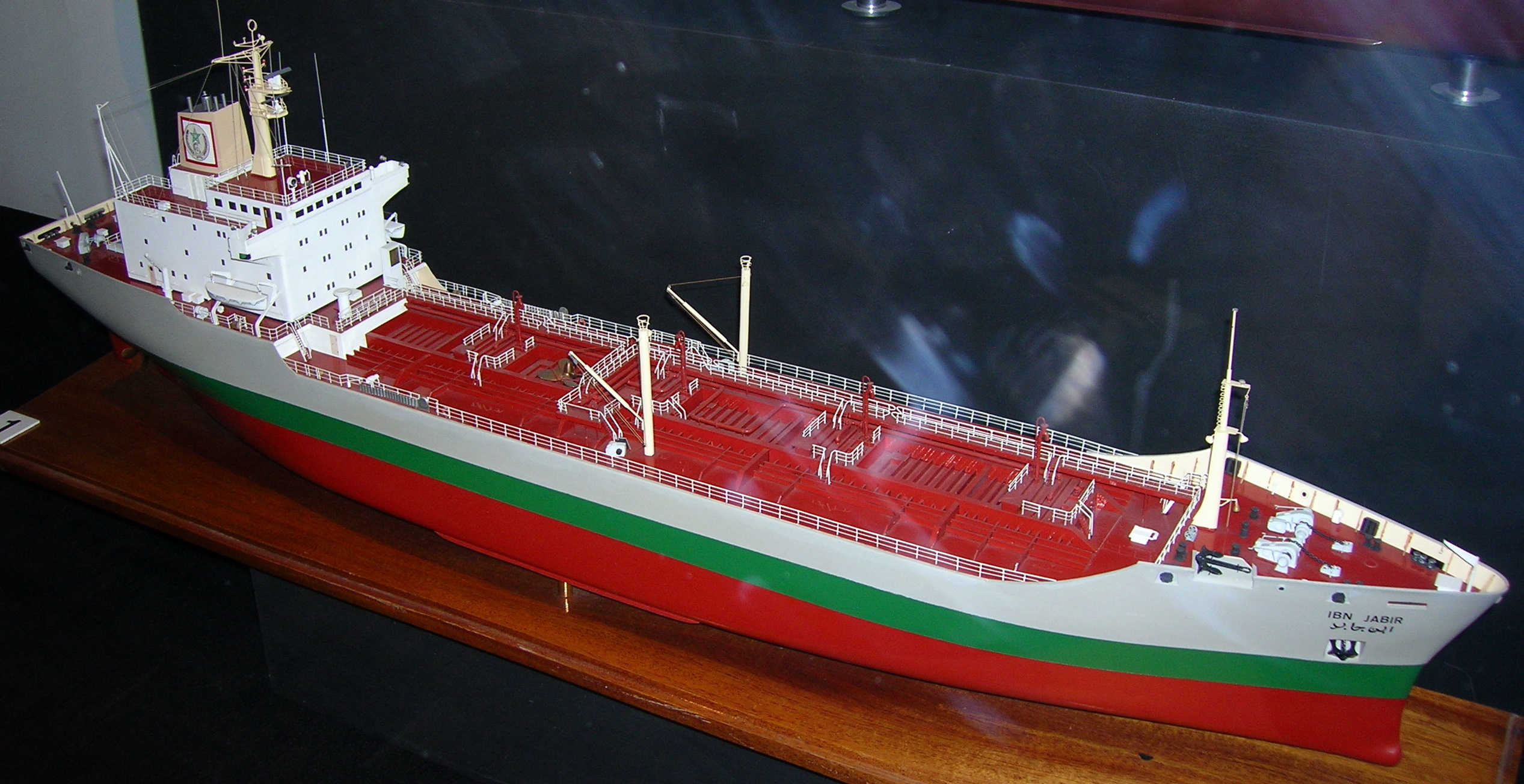
Maquette du Ibn Jabir, phosphoriquier de 1976. Musée de la Marine, Paris.

Un phosphoriquier est un navire chimiquier destiné au transport d'acide phosphorique. Les propriétés de cet acide imposent un revêtement adapté dans les cales et ne permet au navire de transporter que cette cargaison.